# Fluorid curičitý
Fluorid curičitý je anorganická sloučenina s chemickým vzorcem CmF4.

## Příprava
Fluorid curičitý může být připraven fluorací fluoridu curitého fluorem při 400 °C:
2 CmF3 + F2 → 2 CmF4

## Vlastnosti
Fluorid curičitý je hnědá pevná látka, která krystalizuje v jednoklonné soustavě s prostorovou grupou C2/c (Číslo 15) s hranami mřížky a = 1250 pm, b = 1049 pm a c = 818 pm. Má stejnou strukturu jako fluorid uraničitý.